# Un été de canicule
Un été de canicule est une mini-série française en quatre épisodes de 90 minutes, réalisée par Sébastien Grall sur un scénario original de François Aramburu, Pascal Fontanille, Emmanuelle Rey-Magnan, Bruno Dega et Florence Dormoy diffusée à partir du 4 août 2003 sur France 2. Françoise Bourdin en a écrit la novélisation éditée par Belfond.

## Synopsis
Antoine revient du Brésil où il était parti depuis sept ans. De retour dans son village natal, dans le Luberon, il entend que son frère Paul s'est marié avec son amour de jeunesse Marine. Cette dernière se montre froide envers Antoine, qui est parti du jour au lendemain sans prévenir. Elle essaye de maintenir une distance, mais leur attirance n'a pas faibli, au contraire.
Le même jour, son jeune frère, Vincent, est victime d'un accident de moto qui le laisse paralysé. Il va être soutenu tout au long de sa rééducation par Lily, et les deux jeunes gens vont finir par se déclarer leurs sentiments respectifs. Sophie, la seule fille de la fratrie, est mariée avec un avocat, Arnaud, mais se confie le plus souvent à Raphaël, son ami d'enfance. Torturée et à fleur de peau, la jeune femme se bat contre ses anciens démons.
Sa mère Emma reçoit des lettres anonymes menaçantes qui font ressurgir en elle un lourd secret. L'intrigue peut commencer. Qui est le mystérieux corbeau? Et que s'est-il passé autrefois qui a conduit Emma dans ce silence ?
La grand-mère, Mamette, un brin fofolle, en sait plus long qu'elle ne semble le montrer…

## Distribution
- Charlotte de Turckheim : Emma Soubeyrand
- Anthony Delon : Antoine Soubeyrand
- Julie Debazac : Marine
- Philippe Lefebvre : Paul Soubeyrand
- Mathieu Delarive : Vincent Soubeyrand
- Lisa Martino : Sophie Soubeyrand-Rouvier
- Frédéric Gorny : Raphaël
- Yvon Back : Arnaud Rouvier
- Julie Bataille : Lily
- Claude Gensac : Elise dite "Mamette"
- Selma Brook : Agathe Rouvier
- Bérangère Bonvoisin : Sœur Marie-Angèle
- Christophe Odent : Simon
- Kevin Fernandes : Baptiste Soubeyrand
- Sylvie Granotier : Nicole
- Olivier Cruveiller : Richard
- Michel Vuillermoz : Juge Herrero
- Bonnafet Tarbouriech : Le postier Sauveur
- Lysiane Meis : Claire
- Nicolas Herman : Bertrand
- Alexandre Thibault : Laurent Labaume
- Jason Pinheiro : Romain Rouvier
- Chantal Lambier : Rosine
- Bruno Ricci : Régis Cantel
- Tania Da Costa : Gloria

## Personnages
Emma Soubeyrand, Charlotte de Turckheim : c'est la mère d'Antoine, Paul, Sophie et Vincent. Elle cache un lourd secret, mais ne veut rien dire. Elle oblige donc ses enfants au silence. Elle est forte, mais étouffe ses enfants qui en souffrent, surtout Sophie. Elle tient le Café des tilleuls.
Antoine Soubeyrand, Anthony Delon : c'est le fils ainé d'Emma. Il revient du Brésil à la suite de l'accident de Vincent. Son retour soudain fait remonter à la surface l'affaire Laurent Labaume, mais aussi son amour pour Marine.
Marine, Julie Debazac : infirmière, elle vient tout juste de se marier à Paul. Mais le retour d'Antoine pourrait tout chambouler. Elle cherche à savoir ce que cache sa belle-famille.
Paul Soubeyrand, Philippe Lefebvre : fou amoureux de Marine, il fera tout pour la garder lors du retour d'Antoine. Il semble peu impliqué dans le secret de famille.
Sophie Soubeyrand-Rouvier, Lisa Martino : c'est la femme d'Arnaud et surtout, la petite sœur d'Antoine. Elle sera la plus perturbée par le retour de l'affaire Laurent Labaume et sera même internée. Sophie en veut beaucoup à sa mère de l'avoir obligée à se taire à la suite du viol qu'elle a subi dans son adolescence. Par peur du qu'en-dira-t-on, Emma a imposé le silence à tous.
Vincent Soubeyrand, Mathieu Delarive : victime d'un accident de moto, il restera paralysé après sa sortie du coma. Il aime Lily et possède son propre salon de coiffure dans lequel elle travaille aussi.
Arnaud Rouvier, Yvon Back : avocat, il fera tout pour aider sa femme Sophie lorsqu'elle n'ira pas bien, n'hésitant pas à la faire interner. Il a deux enfants d'une précédente union, Agathe et Romain.
Raphaël, Frédéric Gorny : c'est le deuxième fils de Nicole et Richard. Il a le sentiment d'avoir été moins aimé que son grand frère Thibault, décédé. Il est très proche des Soubeyrand, surtout Sophie dont il est amoureux.
Mamette, Claude Gensac : c'est la mère d'Emma et de Marie-Angèle. Elle semble perdre un peu la tête, mais elle sait ce que cache sa fille Emma à tout le monde.
Lily, Julie Bataille : amoureuse de Vincent, elle fait tout pour qu'il se sente bien après son accident. Elle prendra en charge le salon dans lequel ils travaillent pendant sa ré-éducation.
Sœur Marie-Angèle, Bérangère Bonvoisin : elle est dans un couvent et défendra Agathe dans son choix de vouloir y entrer. Elle est très proche de sa sœur et la soutiendra dans ses moments durs.
Agathe Rouvier, Selma Brook : elle est attirée par la religion et le couvent contre l'avis de son père, Athée. Elle cachera son choix pendant longtemps de peur que ses proches, dont son petit ami, ne comprennent pas.
Simon, Christophe Odent : garagiste, c'est le compagnon d'Emma. Il veut se marier, mais elle ne veut pas. Il ne sait rien de ce qu'elle cache à propos du passé et de l'affaire Laurent Labaume.
Rosine, Chantal Lambier : serveuse dans le café d'Emma, c'est une ancienne prostituée. Si Rosine ne parle que dans le 4e épisode de la saga, son personnage sera néanmoins omniprésent tout au long du feuilleton, notamment dans les scènes familiales.

## Autour de la série
Troublant concours de circonstances, la première diffusion de cette mini-série coïncida avec l'exceptionnelle canicule européenne de 2003 marquée, notamment en France, par de nombreux records de température et d'importantes conséquences sur les écosystèmes, la population et les infrastructures.